# Streicher Unternehmensgruppe

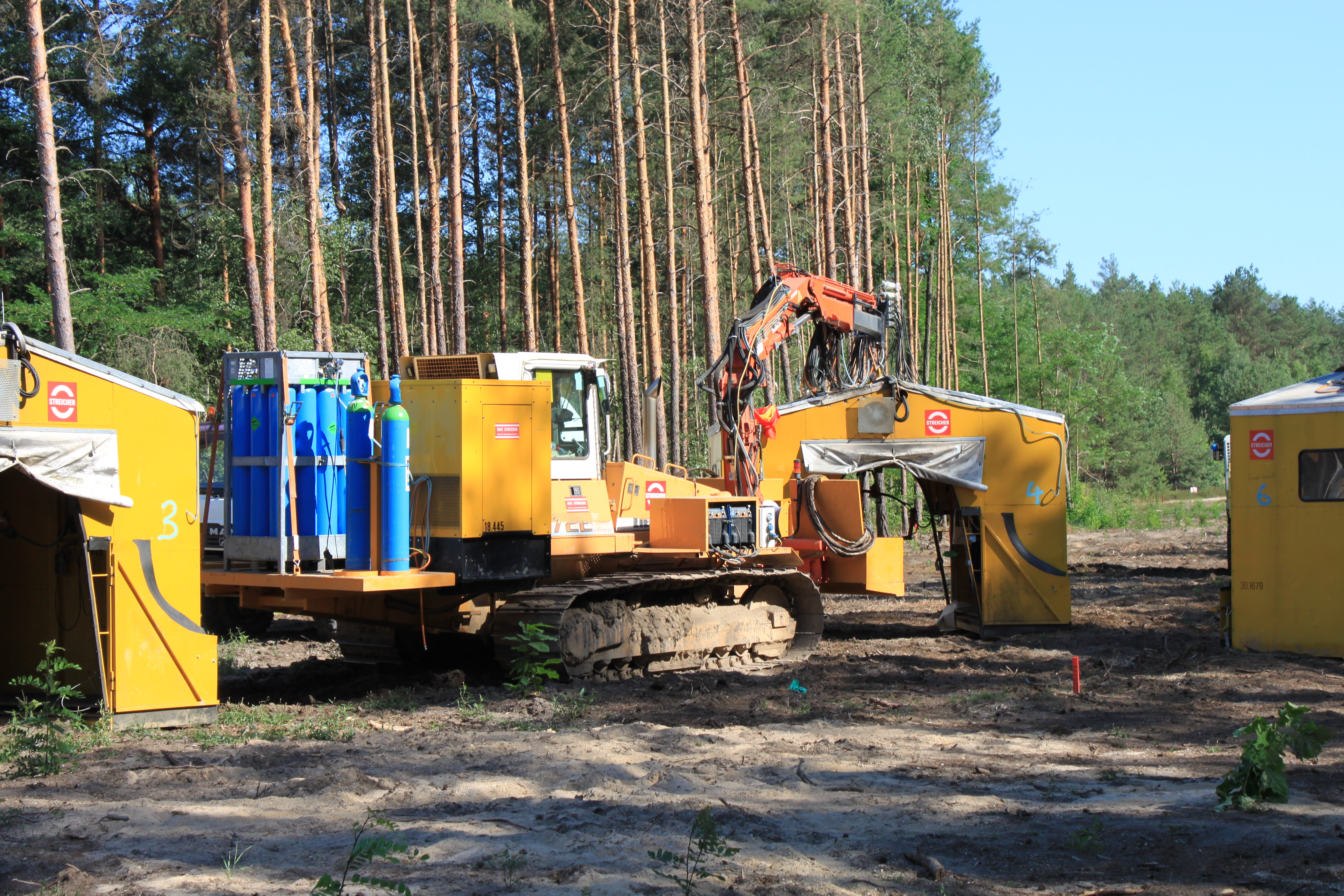
Liebherr "722 Litronic", ausgerüstet mit Rohrschweißtechnik von Streicher

Max Streicher (Eigenschreibweise MAX STREICHER) ist ein international tätiges Bau-, Technologie- und Dienstleistungsunternehmen mit Sitz in Deggendorf (Bayern). Die Streichergruppe beschäftigt weltweit an rund 30 Standorten rund 4000 Mitarbeiter.

## Geschichte
Das Unternehmen wurde 1909 von dem Baumeister Max Streicher als Familienbetrieb gegründet. Es war bis zum Zweiten Weltkrieg überwiegend im Straßenbau tätig. Im Jahre 1951 übernahm Streichers Neffe Max Gallinger die Leitung des Unternehmens. 1971 änderte Gallinger die Rechtsform; sein Unternehmen wurde eine Kommanditgesellschaft mit ihm als persönlich haftendem Gesellschafter. 1974 gründete er die Gallinger-Max-Stiftung, die sich bis heute für soziale und gemeinnützige Projekte engagiert. Nach der deutschen Wiedervereinigung 1989/90 entstand in Jena die erste Tochtergesellschaft in den neuen Bundesländern. Max Gallinger starb 1991. Die Gallinger-Max-Stiftung wurde nach seinem Tod Hauptgesellschafterin des Unternehmens. 2001 wurde aus der KG eine Kommanditgesellschaft auf Aktien mit der Max Streicher Beteiligungsgesellschaft mbH & Co. KG als persönlich haftender Gesellschafterin.

## Leistungsspektrum
Das Unternehmen ist im In- und Ausland in den Bereichen Rohrleitungs- und Anlagenbau, Maschinenbau, Elektrotechnik, Tief- und Ingenieurbau, Roh- und Baustoffe tätig. Der Geschäftsbereich Rohrleitungs- und Anlagenbau umfasst u. a. die Sparten Pipelinebau und Anlagenbau. Streicher ist bei vielen nationalen und internationalen Großprojekten beteiligt. Im Maschinenbau ist Streicher in den Sparten Apparatebau, Gerätetechnik, Bohrtechnik, Verfahrenstechnik, Karussellbau und Modellbau- und Messmaschinen tätig.
Zierer Rides, ein deutscher Hersteller von Fahrgeschäften und Achterbahnen, gehört zur Streicher Unternehmensgruppe. Das Geschäftsfeld Elektro- und Automatisierungstechnik hat 170 Mitarbeiter. Eine weitere wesentliche Säule des Unternehmens bildet nach wie vor der Geschäftsbereich Tief- und Ingenieurbau. Das Geschäftsfeld Roh- und Baustoffe umfasst Asphaltmischanlagen, Steinbrüche und Schotterwerke und Sand- und Kiesgewinnung.